# Ядранка Поцкова
Ядранка Поцкова (на македонска литературна норма: Јадранка Поцкова) е политик от Северна Македония.

## Биография
Родена е на 20 март 1960 година в град Скопие, тогава в Социалистическа федеративна република Югославия. Завършва Медицинския факултет на Скопския университет и е специалист невролог. На 15 юли 2020 година е избрана за депутат от ВМРО – Демократическа партия за македонско национално единство в Събранието на Северна Македония.